# سيمبليسيوس سيمبليسيموس
سيمبليسيوس سيمبليسيموس (بالألمانية: Der abenteuerliche Simplicissimus Teutsch)‏ هي رواية شطارية من الطراز الباروكي السفلي، كتبها هانس ياكوب كريستوفل فون جريملسهاوزن عام 1668 وربما نُشرت في نفس العام (على الرغم من أنها تحمل تاريخ 1669). مستوحاة من أحداث وأهوال حرب الثلاثين عاما التي دمرت ألمانيا من 1618 إلى 1648، تعتبر أول رواية مغامرات باللغة الألمانية.